# Horslips
Horslips ist eine irische Rock-Folk-Band, die 1970 in Dublin gegründet wurde.

## Bandgeschichte
Die Horslips wurden 1970 in Irland ursprünglich für einen Werbespot gegründet, entschieden sich dann aber, weiterzumachen. Die Band, die aus John Fean, Barry Devlin, Charles O’Connor, Jim Lockhart und Eamon Carr bestand, spielte eine Mischung aus hartem Rock und traditionellen Folkelementen.
1972 wurde im Studio der Rolling Stones das Debütalbum Happy to Meet, Sorry to Part aufgenommen, das zum meistverkauften Album Irlands 1972 wurde. Etwas später zog die Band dann nach London um. Im Vorprogramm von Steeleye Span tourt sie erstmals durch England.
1973 kam das Konzeptalbum The Tain auf den Markt, das auf einer irischen Fabel aufgebaut war. Es folgten die Alben Dancehall Sweathearts (1974), The Unfortunate Cup of Tea (1975) und Drive the Cold Winter Away (1975). Ihr bestverkauftes Album erschien 1976 in Form des Konzeptwerkes The Book of Invasions – A Celtic Symphony.
Bis 1980 erschienen dann noch die Alben Horslips Live (1976), Aliens (1977), Tracks from The Vaults (1977), The Man Who Built America (1978), Short Stories – Tall Tales (1979) und The Belfast Gigs (1980). Auf der letztgenannten Platte ist das Abschiedskonzert der Horslips zu hören.
2004 kam es zu einer Reunion der Horslips, bei der auch das Album Roll Back aufgenommen wurde.
John Fean verstarb am 28. April 2023 im Alter von 71 Jahren.

## Diskografie
| - 1972: Happy to Meet, Sorry to Part - 1973: The Táin - 1974: Dancehall Sweethearts - 1975: The Unfortunate Cup of Tea - 1975: Drive the Cold Winter Away - 1976: The Book of Invasions – A Celtic Symphony - 1977: Aliens - 1978: The Man Who Built America - 1979: Short Stories, Tall Tales - 1976: Horslips Live - 1977: Tracks from the Vaults - 1980: The Belfast Gigs - 2009: Treasury - The Very Best of Horslips - 2011: Live at the O2 - 2017: Celtic History | - 1972: Johnny’s Wedding / Flower Among Them All - 1972: Green Gravel / The Fairy King - 1973: Dearg Doom / The High Reel - 1974: King of the Fairies / Phil the Fluter’s Rag - 1976: Daybreak / Oisin’s Tune - 1977: Exiles / Speed the Plough - 1978: Speed the Plough / Bridge From Heart to Heart / Red River Rock (live) - 1978: Toor-A-Loor-A-Loor-A-Loor-A-Loor-A (EP) - 1979: Guests of the Nation / When Night Comes - 1979: The Man Who Built America / Long Weekend - 1979: Loneliness / Homesick - 1979: Loneliness / Loneliness (USA) - 1980: Guests of the Nation / When Night Comes - 1980: Shakin’ All Over (live) / Sword of Light (live) |